# Loxosceles vonwredei
Loxosceles vonwredei là một loài nhện trong họ Sicariidae.
Loài này thuộc chi Loxosceles. Loxosceles vonwredei được miêu tả năm 1980 bởi Newlands.